# ورا سرگیونا راستارگویوا
ورا سرگئیونا راستارگویوا (Wera Sergejewna Rastorgujewa روسی Вера Сергеевна Расторгуева) زبان‌شناس و ایران‌شناس اهل روسیه (2005-1912) بود که به همراه واسیلیج گریگوریف گویش شناسی تاجیکی را راه‌اندازی کرد.
کتاب دستور زبان فارسی میانه وی در سال 1347 توسط و. ا. شادان به فارسی ترجمه و در انتشارات بنیاد فرهنگ ایران منتشر شد.